# Zabierzewo
Zabierzewo – wieś w Polsce położona w województwie zachodniopomorskim, w powiecie goleniowskim, w gminie Przybiernów.

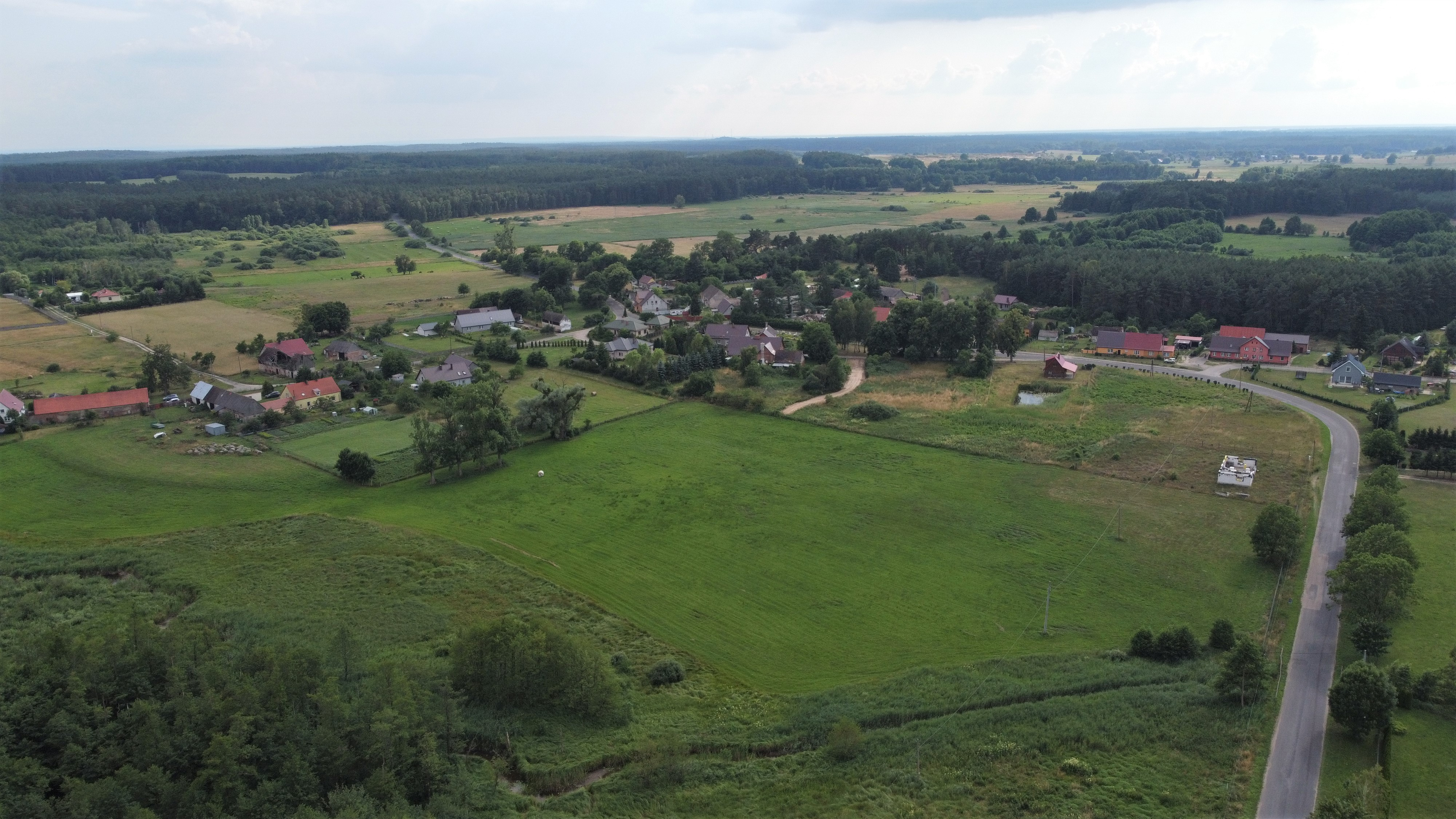
Zabierzewo

W latach 1975–1998 miejscowość administracyjnie należała do województwa szczecińskiego.